# Manel Dueso i Almirall
Manel Dueso i Almirall (Sabadell, 2 d'agost de 1953) és un actor i director de teatre català. També ha escrit obres de teatre.

## Biografia
Manuel Dueso va començar a fer teatre al Centre Parroquial Sant Vicenç, a la Creu Alta. Va treballar d'encarregat en un magatzem tèxtil de llanes al barri de Can Feu. Després de fer el servei militar a Lleida, va entrar a estudiar a l'Institut del Teatre de Barcelona i amb Carlos Gandolfo, José Sanchís Sinisterra i Pierre Chabert.

## Trajectòria professional
Actor
- 1996. Platón ha muerto
- 2006. El verí del teatre de Rodolf Sirera
- 2006. En Pólvora d'Àngel Guimerà
- 2006. L'agressor
- 2007. El dia del profeta Joan Brossa
- 2007. L'olor sota la pell
- 2007. Saló Primavera (en el paper de Porter)
- 2008. Dublin Carol
- 2009. La Ruta Blava

Director
- 1998. Estriptis
- 1999. La presa
- 2000. Un tramvia anomenat Desig
- 2001. Matem els homes
- 2001. Estiu
- 2001. Restes humanes sense identificar...
- 2003. Tempesta de neu
- 2003. J.R.S. (de dotze anys)
- 2003. Les amargues llàgrimes de Petra Von Kant
- 2003. Obres de Guerra: vermell, negre i ignorant
- 2004. Como en las mejores familias
- 2004. Fortuna accidental
- 2005. El beso de la mujer araña
- 2005. El presoner de la segona avinguda
- 2006. Anitta Split
- 2008. Benefactors
- 2008. Les criades
- 2008. Dublin Carol

Autor
- 1998. Estriptis
- 2004. Matem els homes
- 2004. Fortuna accidental[3]
- 2023. Mata'm (Lapislàtzuli Editorial)